# Dorfkirche Warthe (Boitzenburger Land)

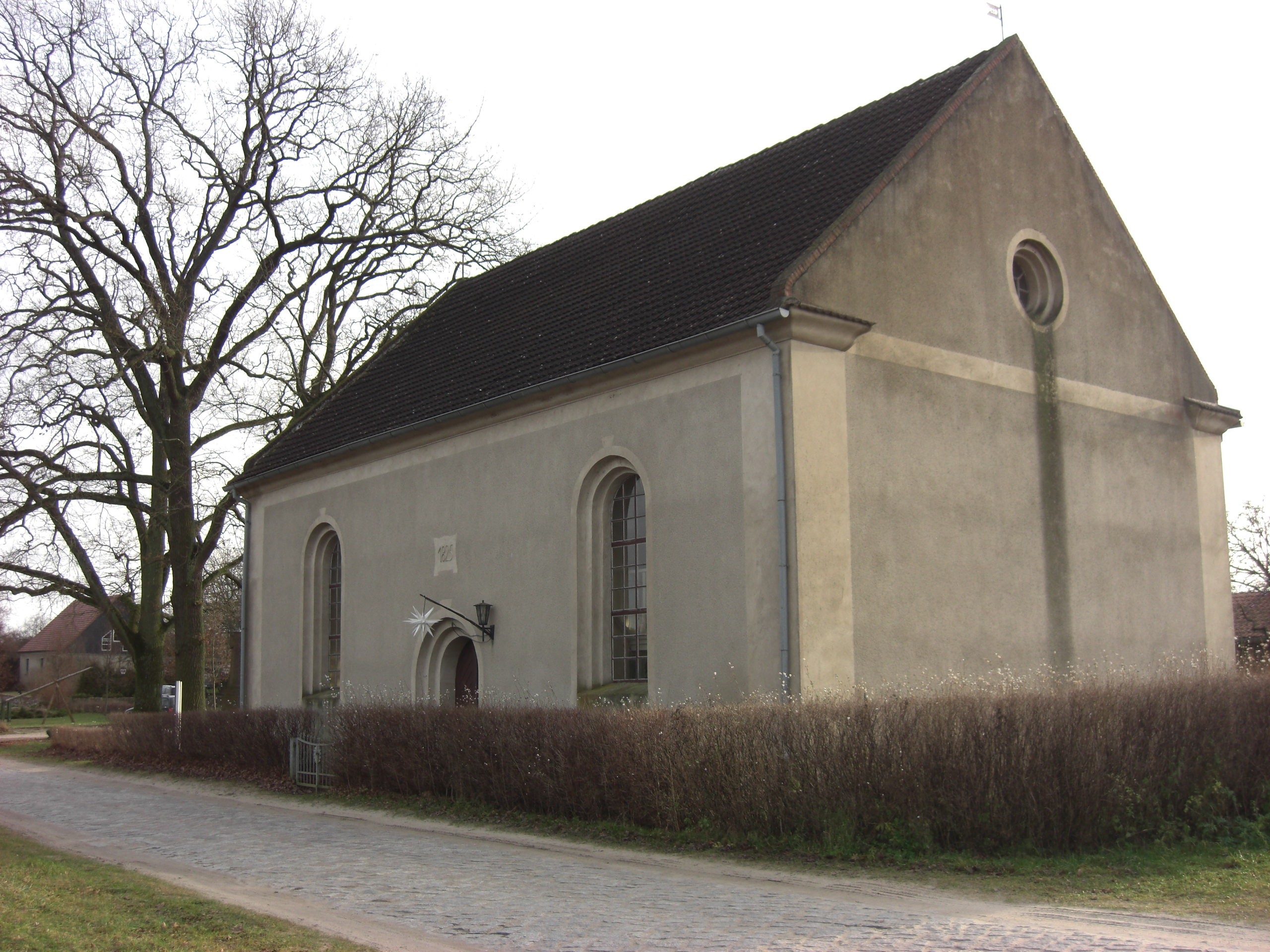
Dorfkirche Warthe (Boitzenburger Land)

Die evangelische, denkmalgeschützte Dorfkirche Warthe steht in Warthe, einem Ortsteil der Gemeinde Boitzenburger Land im Landkreis Uckermark im Land Brandenburg. Die Kirchengemeinde gehört zum Pfarrsprengel Herzfelde im Kirchenkreis Oberes Havelland der Evangelischen Kirche Berlin-Brandenburg-schlesische Oberlausitz.

## Beschreibung
Die  mit einem Satteldach bedeckte Saalkirche wurde im 18. Jahrhundert gebaut und 1825 durchgreifend erneuert. Dabei erhielt sie große Bogenfenster mit gestuftem Gewände und ein ebenso gestaltetes Portal im Norden. Die Fassade im Osten hat Lisenen an den Ecken und ein Ochsenauge im Giebel.
Die Kirchenausstattung ist klassizistisch. Die Orgel auf der Empore im Westen wurde 1842 von Johann Christoph Schröther dem Jüngeren gebaut.